# Alta Flights
Alta Flights (mã ICAO = ALZ) là hãng hàng không của Canada, trụ sở ở Edmonton, Alberta. Hãng có các chuyến bay thuê bao chở khách hoặc hàng hóa khắp Canada và Hoa Kỳ. Căn cứ chính của hãng ở Sân bay quốc tế Edmonton và các căn cứ phụ ở Sân bay Edmonton City Centre, Sân bay quốc tế Calgary.

## Lịch sử
Alta Flights được thành lập và bắt đầu hoạt động từ năm 1986. Hãng bắt đầu mở các tuyến đường chở khách thường xuyên trong vùng từ ngày 19.11.2001, nhưng đã ngưng từ ngày 1.1.2006 và nay chỉ bay thuê bao. Hãng do công ty Telford Resources làm chủ và có 105 nhân viên.

## Đội máy bay
(Tháng 3/2007):
- 1 BAe Jetstream 31
- 3 BAe Jetstream 32
- 4 Raytheon Beech King Air 100
- 3 Cessna Caravan 675
- 2 Dornier 228-212
- 4 Fairchild Metro 23
- 1 Fairchild Metro III